# Unterseeboot U-58 (1916)
Pour les autres navires du même nom, voir Unterseeboot 58.
L'Unterseeboot U-58 est l’un des 329 sous-marins servant dans la Kaiserliche Marine pendant la Première Guerre mondiale. L'U-58 a participé à la guerre navale et a pris part à la première bataille de l'Atlantique. 
Le navire est coulé lors de l’action du 17 novembre 1917. Deux hommes sont perdus et le reste de l’équipage est capturé.

## Affectations
- Flottille II : du 16 octobre 1916 au 17 novembre 1917.

## Commandants
- Kapitänleutnant Kurt Wippern[1] : du 9 août 1916 au 3 juin 1917.
- Kptlt. Peter Hermann[2] : du 4 au 26 juin 1917.
- Kptlt. Karl Scherb[3] : du 27 juin au 30 octobre 1917.
- Kptlt. Gustav Amberger[4] : du 31 octobre au 17 novembre 1917.

## Navires coulés
| Date             | Nom                 | Nationalité | Tonnage | Destin. |
| ---------------- | ------------------- | ----------- | ------- | ------- |
| 27 octobre 1916  | Ellen               | Suède       | 140     | Coulé   |
| 4 décembre 1916  | Senta               | Suède       | 1024    | Coulé   |
| 5 décembre 1916  | Stettin             | Norvège     | 412     | Coulé   |
| 1 mars 1917      | Norma               | Norvège     | 850     | Coulé   |
| 25 avril 1917    | Havila              | Danemark    | 1421    | Coulé   |
| 25 avril 1917    | Hawthornbank        | Danemark    | 1369    | Coulé   |
| 25 avril 1917    | Sokoto              | Danemark    | 2259    | Coulé   |
| 27 avril 1917    | Dromore             | Royaume-Uni | 4398    | Coulé   |
| 27 avril 1917    | Langfond            | Norvège     | 1097    | Coulé   |
| 28 avril 1917    | Bullmouth           | Royaume-Uni | 4018    | Coulé   |
| 2 mai 1917       | Beeswing            | Royaume-Uni | 1462    | Coulé   |
| 2 mai 1917       | Dione               | Norvège     | 785     | Coulé   |
| 2 mai 1917       | Vanduara            | Norvège     | 2079    | Coulé   |
| 5 mai 1917       | Asra                | Norvège     | 1975    | Coulé   |
| 18 juin 1917     | HMT Bega            | Royal Navy  | 318     | Coulé   |
| 19 juin 1917     | Ivigtut             | Danemark    | 456     | Coulé   |
| 6 juillet 1917   | Motor               | Danemark    | 63      | Coulé   |
| 8 juillet 1917   | Fiorella            | Norvège     | 1168    | Coulé   |
| 13 juillet 1917  | Charilaos Tricoupis | Grèce       | 2475    | Coulé   |
| 21 juillet 1917  | Ramillies           | Royaume-Uni | 2935    | Coulé   |
| 14 novembre 1917 | Dolly Warden        | Royaume-Uni | 202     | Coulé   |